# Hahncappsia alpinensis
Hahncappsia alpinensis là một loài bướm đêm trong họ Crambidae.